# Szentkáta
Szentkáta (Szentkata, Alsó-, Felső-, és Csesznekszentkáta) egykori falu, később puszta Bács-Bodrog vármegyében, ma Jánoshalma és Borota része.
Homokos talajú terület, s bár a Kunsági borvidék része, nagyon közel fekszik a Hajós–Bajai borvidékhez is. A török időkben elpusztult település helyén a 18. század közepén a gróf Cseszneky család alapított majort. Később jánoshalmi és más környékbeli községekből érkező telepesek között parcellázták fel.
Az egyházi igazgatás szempontjából 1973-ig Antallapossal alkotott plébániát, s Szentkáta önálló kápolnával is rendelkezett.